# Republic Records
Republic Records é uma gravadora americana pertencente a Universal Music Group, originalmente fundada como Cheese Factory Records. Após a Motown Records ser separada da Universal Motown Records devido ao fechamento da Universal Motown Republic Group, a editora foi relançada como Universal Republic Records, até seu nome original ser reativado um ano depois.
A Republic foca principalmente em artistas "urban" e "mainstream", e atualmente começou a realizar trabalhos com artistas de "kpop", além de trabalhar com outros artistas de grande destaque como Anitta, Liam Payne, Nicki Minaj, Ariana Grande, Drake, Lorde, Post Malone, TWICE, TXT, (G)I-DLE, Kelly Rowland, Austin Mahone, Nelly, Lil Wayne, Taylor Swift, Busta Rhymes, Amy Winehouse, Akon, Enrique Iglesias, Jessie J, Kim Petras e The Weeknd. 

## Lançamentos
A Republic Records lançou o EP de 1994 do Bloodhound Gang, Dingleberry Haze, e seu primeiro LP, Use Your Fingers. O single de Kevin Rudolf, "Let It Rock", foi certificado platina tripla pela Recording Industry Association of America. O single de estreia de Jay Sean, "Down", vendeu seis milhões de cópias nos Estados Unidos e recebeu um grande airplay nas rádios em todo o mundo. [ O single seguinte de Sean, "Do You Remember", vendeu mais de um milhão de cópias. 
A cantora e compositora americana Taylor Swift gravou com a Big Machine Records, de Nashville. Swift é uma artista pop americana de platina quádrupla com 14 prêmios Grammy e mais de 175 milhões de unidades vendidas em todo o mundo. O seu contrato com a Big Machine terminou em 2018, ela então, assinou com a Republic, lançando seu primeiro single "ME!" com a gravadora em 26 de abril de 2019. Jack Johnson recebeu uma série de certificações de ouro e platina.  O álbum de estreia de Damian Marley foi certificado ouro e vendeu um milhão de cópias em todo o mundo. 

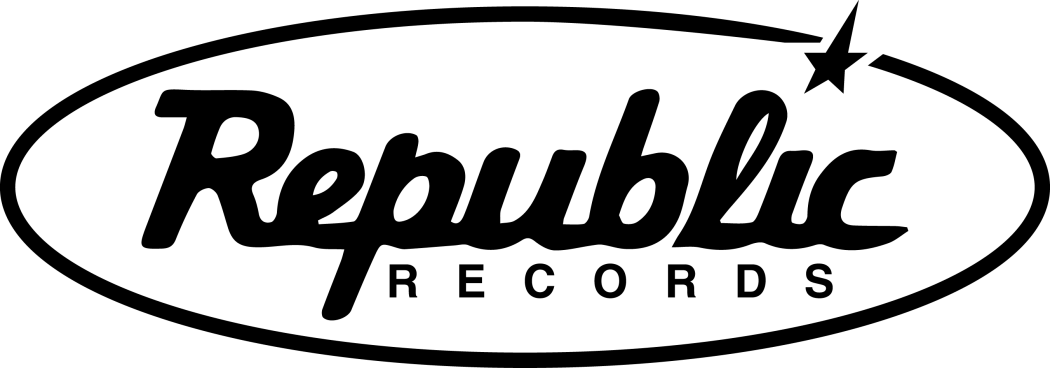
Logotipo da Republic Records de 1994 a 2006.

Outros lançamentos relevantes da Republic nos últimos anos vieram de artistas como Ariana Grande (Yours Truly de 2013, My Everything de 2014, Dangerous Woman de 2016, Sweetener de 2018, Thank U, Next de 2019, Positions de 2020 e Eternal Sunshine de 2024); Jonas Brothers (Happiness Begins, de 2019); Taylor Swift (Lover de 2019, Folklore e Evermore de 2020, Fearless (Taylor's Version), Red (Taylor's Version) de 2021, Midnights de 2022, Speak Now (Taylor's Version), 1989 (Taylor's Version) de 2023 e The Tortured Poets Departament de 2024); The Weeknd (Kiss Land, de 2013, Beauty Behind the Madness, de 2015, Starboy, de 2016, After Hours, de 2020, e Dawn FM, de 2022);  Florence and the Machine (How Big, How Blue, How Beautiful, de 2015, e High as Hope, de 2018); Lorde (Pure Heroine, de 2013, Melodrama, de 2017, e Solar Power, de 2021); James Blake (Assume Form de 2019); Pearl Jam (Gigaton de 2020); Poppy (Stagger, de 2022) e Kim Petras (Clarity and Turn Off the Light, de 2019).

## Artistas
Em de 2024, a lista atual da Republic Records inclui Amanda Reifer, Any Gabrielly, Anitta, Ariana Grande, Benee, BoyWithUke, Conan Gray, Drake, FLO, Florence + the Machine, Hailee Steinfeld, James Bay, James Blake, John Mellencamp, Julia Michaels, Kid Cudi, Kim Petras, Nicki Minaj, Of Monsters and Men, Peach PRC, Post Malone, Seth MacFarlane, Shania Twain, Stevie Wonder, Taylor Swift, The Weeknd, Twice e VCHA.